# 壯瞥町
壯瞥町（日语：／ Sōbetsu chō */?）是北海道膽振綜合振興局西部的一個城鎮，西側鄰洞爺湖，有珠山、昭和新山位於境內，洞爺湖畔則有洞爺湖溫泉和壯瞥溫泉。當地夏季涼爽，冬季溫和。壯瞥町以觀光產業和農業為主，境內有很多生產櫻桃、草莓、葡萄和蘋果的果園。當地每年也會固定舉辦「昭和新山國際雪戰大會」。
町名源自阿伊努語的「so-pet」，意思是有瀑布的河川。

## 歷史
- 1879年：來自岩手縣的移民開始進入本地進行開墾。[4]
- 1899年8月：設置壯瞥村戶長役場。
- 1915年4月1日：壯瞥村成為北海道二級村，同時德舜瞥村（後來的大瀧村，現已併入伊達市）從壯瞥村分村。
- 1939年4月1日：成為北海道一級村。
- 1962年1月1日：改制為壯瞥町。
- 2004年：與伊達市、大瀧村共同設置合併協議會，但在12月退出，未加入合併。

## 交通

### 機場
- 新千歲機場（位於千歲市和苫小牧市）

### 鐵路
過去曾有國鐵膽振線，並設有壯瞥車站、久保內車站、蟠溪車站，但已於1986年11月停駛。

### 道路
| 一般國道 - 國道453號 | 主要地方道 - 北海道道2號洞爺湖登別線 - 北海道道132號洞爺公園洞爺線 道道 - 北海道道327號辨景幌別線 - 北海道道519號瀧之町伊達線 - 北海道道560號仲洞爺留壽都線 - 北海道道703號洞爺湖公園線 - 北海道道922號立香南久保內線 |

### 巴士
- 道南巴士

## 觀光景點
| - 橫綱北之湖記念館 - 三松正夫記念館（昭和新山資料館） - 昭和新山玻璃館 - 洞爺湖彫刻公園 - 壯瞥公園：有眺望台可眺望洞爺湖、有珠山、昭和新山、羊蹄山 - 蟠溪溫泉 - 仲洞爺溫泉 - 辨景溫泉 | - 昭和新山國際雪戰（每年2月） - 昭和新山火祭（每年8月） - 昭和新山（國指定特別天然記念物） - 久保內獅子舞（壯瞥町指定無形文化財）（久保內神社） - 仲洞爺獅子舞（壯瞥町指定無形文化財）（仲洞爺神社） |

## 教育

### 大學設施
- 北海道大學理學部附屬 有珠火山觀測所

### 高等學校
- 道立北海道壯瞥高等學校

### 中學校
| - 壯瞥町立壯瞥中學校 | - 壯瞥町立久保內中學校 |

### 小學校
| - 壯瞥町立壯瞥小學校 | - 壯瞥町立久保內小學校 |

## 姊妹市・友好都市

### 海外
- 凱米耶爾維（芬蘭拉普蘭區）。[3]

## 本地出身的名人
- 北之湖敏滿：前橫綱、現任日本相撲協會理事長

## 外部連結
- （日語）（英文）昭和新山國際雪戰 （页面存档备份，存于）
- （日語）洞爺湖觀光情報 （页面存档备份，存于）
- （日語）西膽振廣域聯合
- （日語）壯瞥町商工會 （页面存档备份，存于）